# Edward Jancarz

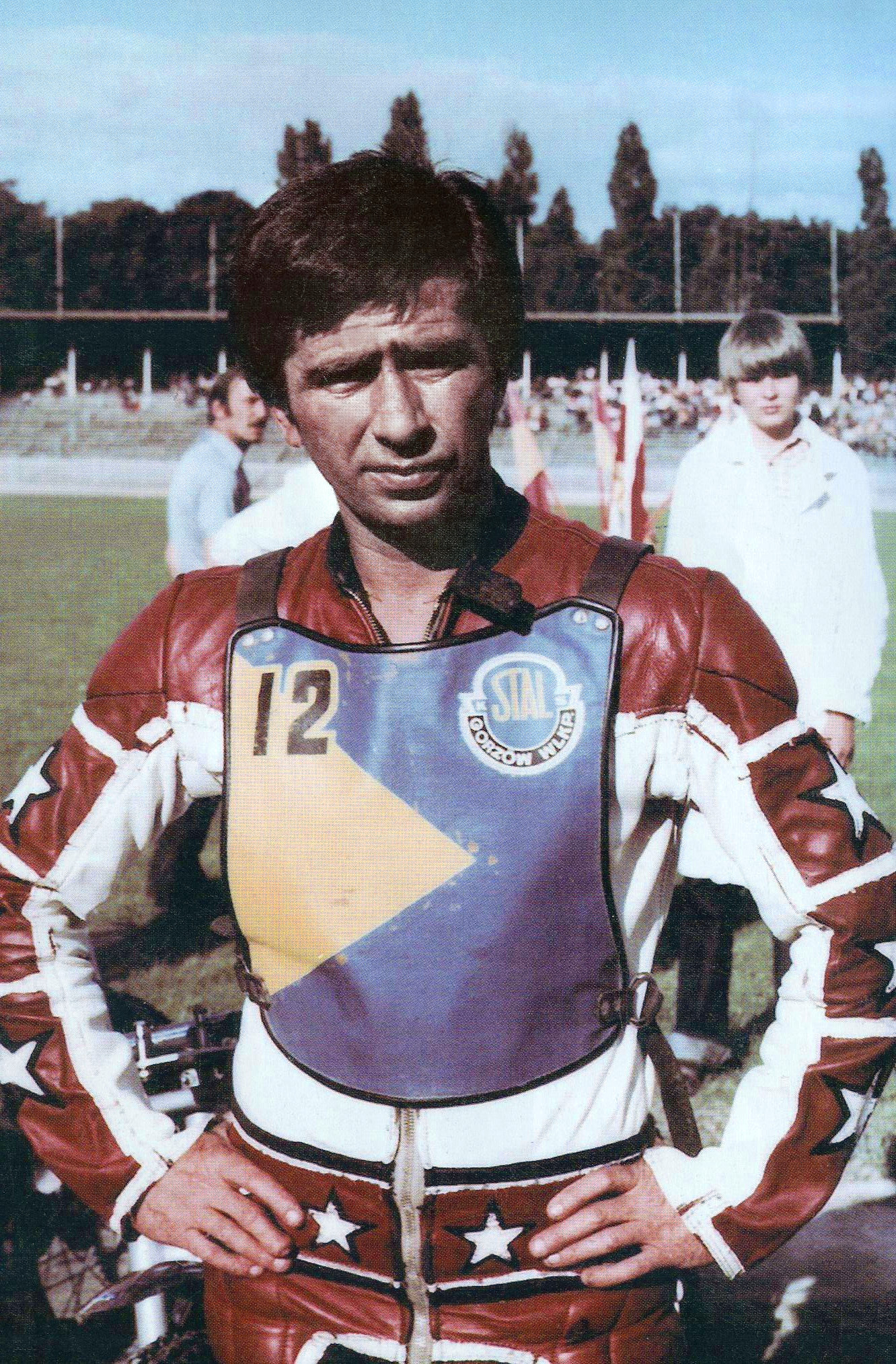
Edward Jancarz w barwach Stali Gorzów

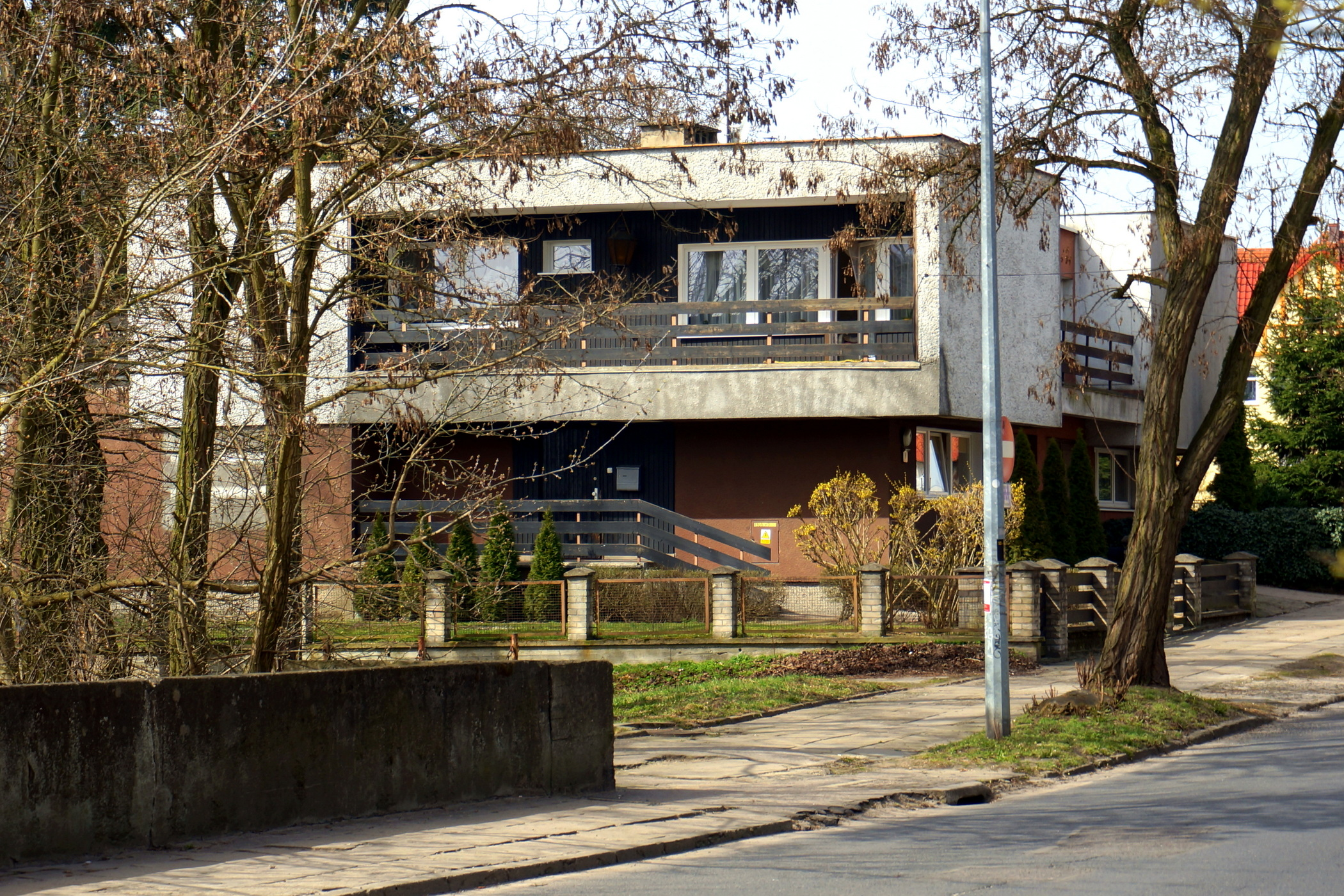
Dom w którym mieszkał do końca życia

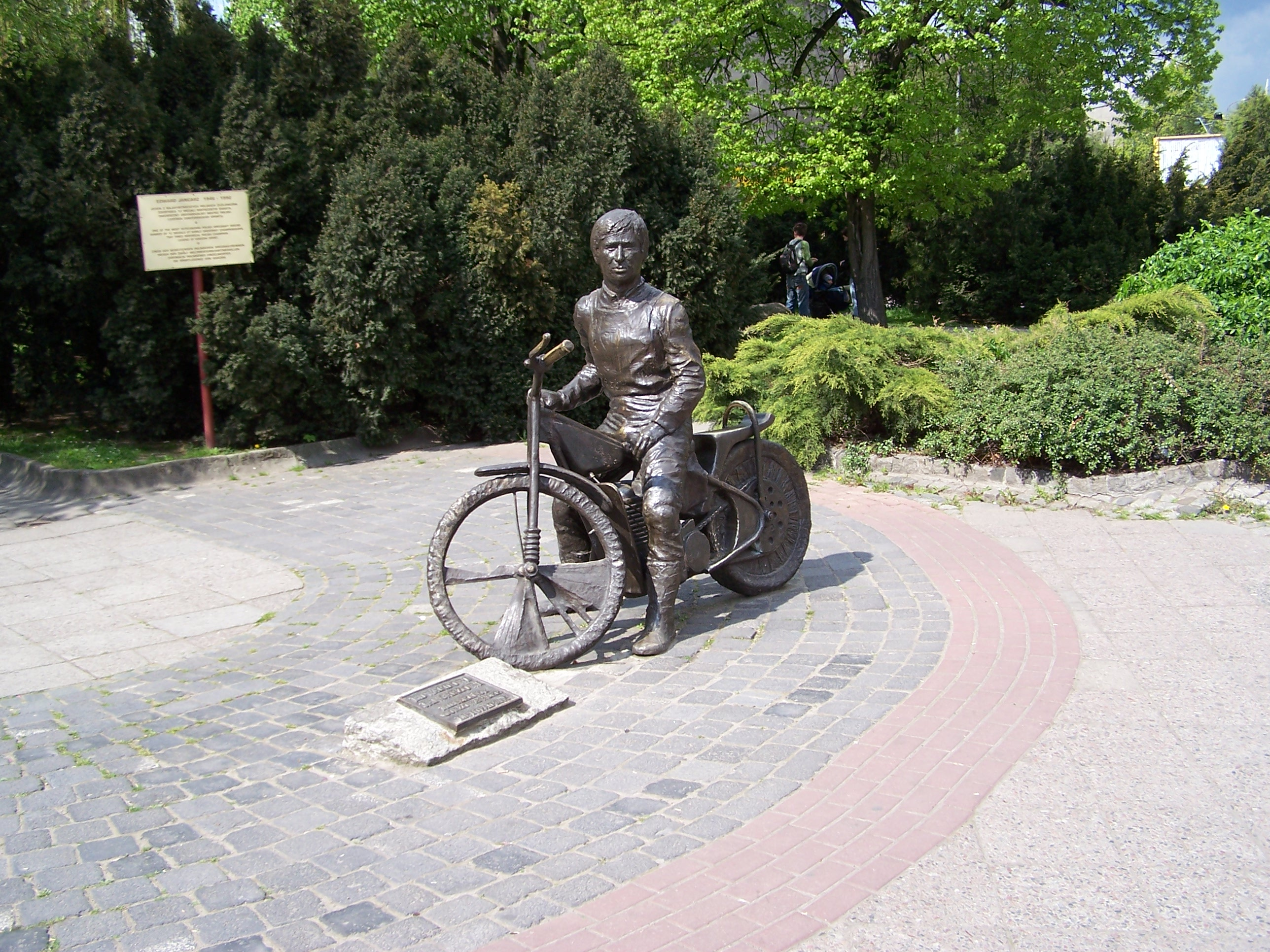
Pomnik Edwarda Jancarza w Gorzowie Wlkp.

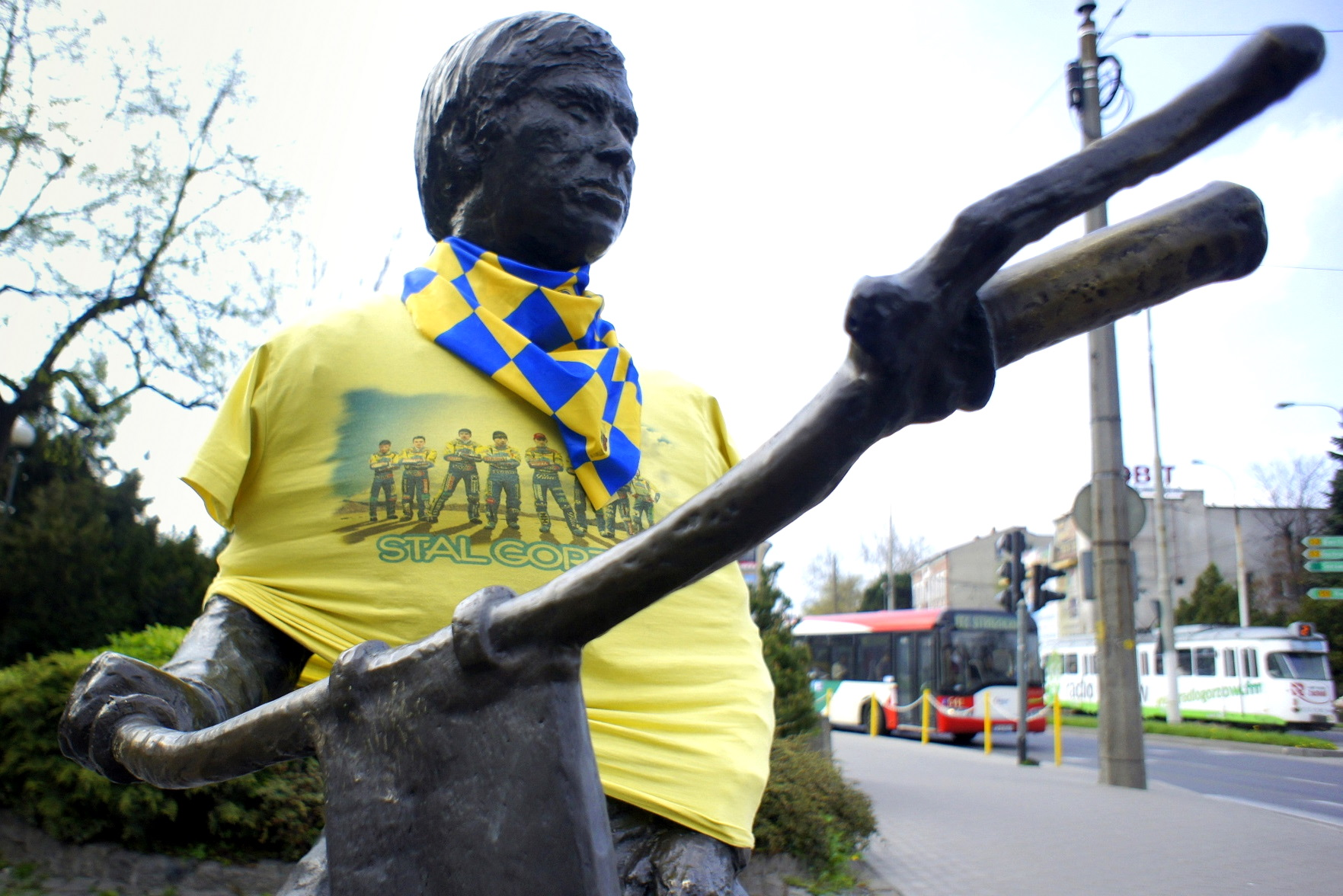
Pomnik często bywa przystrajany przez kibiców

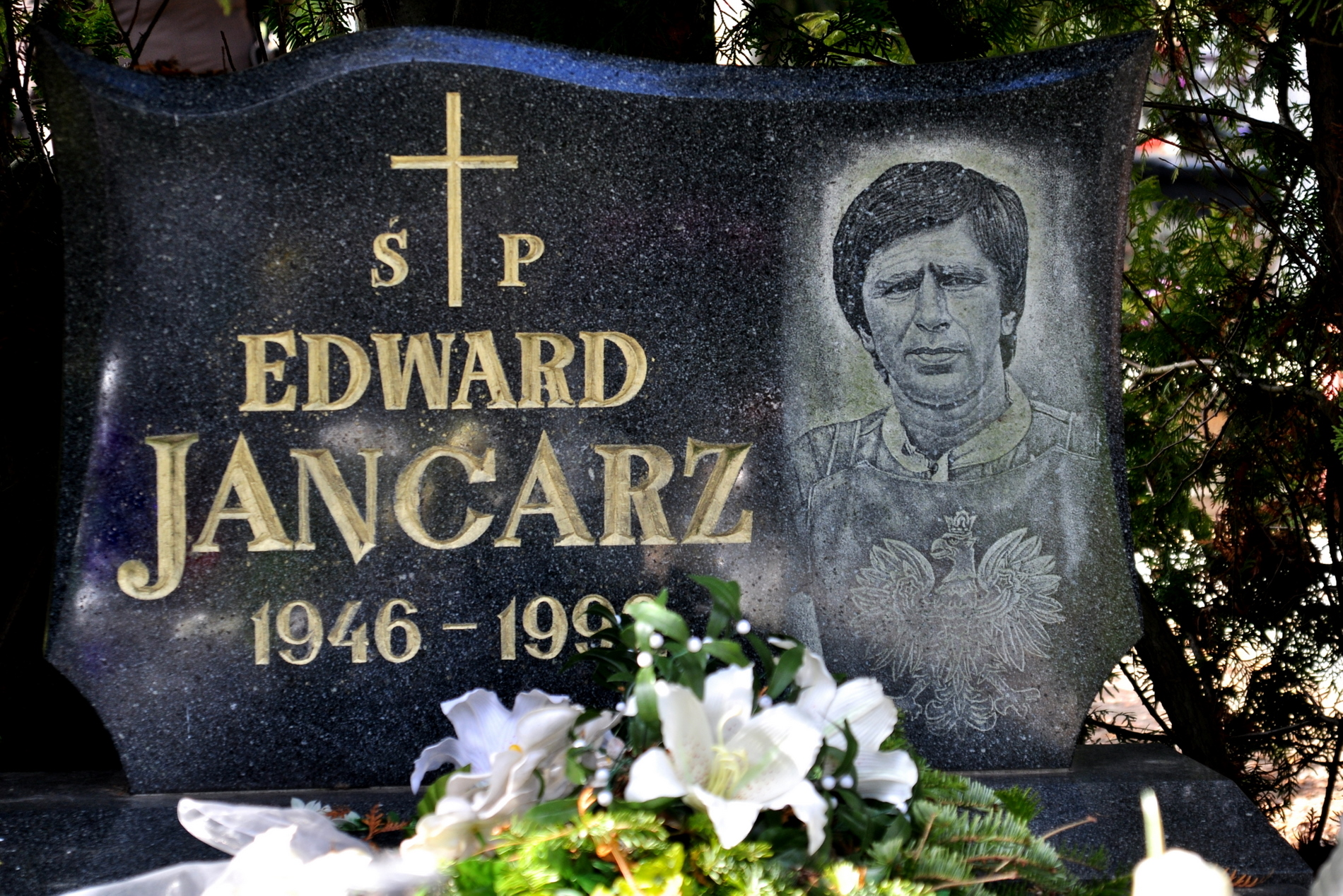
Grób na cmentarzu komunalnym w Gorzowie Wlkp. (4B/1/1).

Edward Jancarz (ur. 20 sierpnia 1946 w Gorzowie Wielkopolskim, zm. 11 stycznia 1992 tamże) – polski żużlowiec i trener sportu żużlowego.
Wielokrotny reprezentant Polski, siedmiokrotny medalista drużynowych mistrzostw świata, w tym złoty (1969). Brązowy medalista indywidualnych mistrzostw świata 1968. Ze Stalą Gorzów siedmiokrotnie zdobywał złoto drużynowych mistrzostw Polski.

## Kariera sportowa
Na arenie międzynarodowej dziesięciokrotnie uczestniczył w finałach indywidualnych mistrzostw świata (w latach 1968–1969, 1973–1977, 1981–1982). Najlepsze miejsce zajął w swoim pierwszym starcie – w 1968 w Göteborgu zdobył 11 punktów i po biegu dodatkowym zdobył brązowy medal. Siedmiokrotnie reprezentował Polskę w finałach mistrzostw świata par, zdobywając cztery medale tych rozgrywek: srebrny w 1975 z Piotrem Bruzdą oraz srebrny w 1980 i dwa brązowe w 1979 i 1981 z Zenonem Plechem.
Sześciokrotnie stawał na podium indywidualnych mistrzostw Polski: dwukrotnie zdobywał tytuł mistrzowski (1975, 1983), raz zdobył srebro (1974), a trzykrotnie był trzeci (1968, 1976, 1981). Również sześciokrotnie zajmował miejsca na podium turniejów o „Złoty Kask” (I miejsce w latach 1969, 1972, 1975; II miejsce w 1973 i 1976 oraz III miejsce w 1974). Jeszcze jako junior, w 1967 roku, zdobył „Srebrny Kask”.
Przez całą karierę sportową związany był z macierzystym klubem – Stalą Gorzów. Łącznie w gorzowskim klubie występował przez 22 sezony, w których zdobył aż szesnaście medali DMP: siedem złotych (1969, 1973, 1975–1978, 1983), osiem srebrnych (1965, 1966, 1968, 1971, 1974, 1979, 1981, 1984) oraz jeden brązowy (1982). Karierę zakończył, organizując w Gorzowie Wielkopolskim turniej pożegnalny w 9 sierpnia 1986 roku. Doszło tam do wypadku, w wyniku którego doznał wstrząsu mózgu, pęknięcia podstawa czaszki i złamania łopatki. Następnie rozpoczął pracę jako trener z gorzowskimi juniorami, przez krótki czas prowadził młodzieżową drużynę narodową, potem próbował swoich sił jako trener, współpracując ze Stalą i KKŻ Krosno.

## Śmierć
Zmarł 11 stycznia 1992 roku. Podczas kłótni domowej (już pod koniec kariery niemal stale nadużywał alkoholu) został śmiertelnie ugodzony nożem przez drugą żonę, Katarzynę. Przyczyną śmierci był krwotok z tętnicy pachwinowej. Został pochowany na Cmentarzu Komunalnym w Gorzowie Wielkopolskim.

## Upamiętnienie
Od 1992 w Gorzowie Wlkp. rozgrywany jest coroczny Memoriał Edwarda Jancarza. Jego imię nosi gorzowski stadion żużlowy oraz jedna z gorzowskich ulic .
Jancarz jest pierwszym żużlowcem na świecie, któremu postawiono pomnik. Uroczyste odsłonięcie nastąpiło w grudniu 2005 roku w Gorzowie Wielkopolskim.

## Osiągnięcia
Indywidualne mistrzostwa świata
- 1968 –  Göteborg – 3. miejsce – 11+3 pkt. → wyniki
- 1969 –  Wembley – 6. miejsce – 9 pkt. → wyniki
- 1973 –  Chorzów – 11. miejsce – 6 pkt. → wyniki
- 1974 –  Göteborg – jako rezerwowy – 1 pkt → wyniki
- 1975 –  Wembley – 12. miejsce – 4 pkt. → wyniki
- 1976 –  Chorzów – 12. miejsce – 5 pkt. → wyniki
- 1977 –  Göteborg – 13. miejsce – 4 pkt. → wyniki
- 1979 –  Chorzów – 9. miejsce – 7 pkt. → wyniki
- 1981 –  Wembley – 12. miejsce – 5 pkt. → wyniki
- 1982 –  Los Angeles – 10. miejsce – 7 pkt. → wyniki
- 1984 –  Göteborg – awansował do finału IMŚ, ale w nim nie wystąpił → wyniki

Drużynowe mistrzostwa świata
- 1968 –  Londyn – 3. miejsce – 6 pkt. → wyniki
- 1969 –  Rybnik – 1. miejsce – 11 pkt. → wyniki
- 1971 –  Wrocław – 3. miejsce – 4 pkt. → wyniki
- 1973 –  Londyn – 4. miejsce – 2 pkt. → wyniki
- 1975 –  Norden – 4. miejsce – 1 pkt → wyniki
- 1976 –  Londyn – 2. miejsce – 9 pkt. → wyniki
- 1977 –  Wrocław – 2. miejsce – 10 pkt. → wyniki
- 1978 –  Landshut – 3. miejsce – 6+3 pkt. → wyniki
- 1980 –  Wrocław – 3. miejsce – 3 pkt. → wyniki

Mistrzostwa świata par
- 1974 –  Manchester – 5. miejsce – 6 pkt. → wyniki
- 1975 –  Wrocław – 2. miejsce – 15 pkt. → wyniki
- 1976 –  Eskilstuna – 7. miejsce – 7 pkt. → wyniki
- 1978 –  Chorzów – 5. miejsce – 13 pkt. → wyniki
- 1979 –  Vojens – 3. miejsce – 13 pkt. → wyniki
- 1980 –  Krško – 2. miejsce – 15 pkt. → wyniki
- 1981 –  Chorzów – 3. miejsce – 15 pkt. → wyniki

Indywidualne mistrzostwa Polski
- 1968 – Rybnik – 3. miejsce – 12+2 pkt. → wyniki
- 1969 – Rybnik – jako rezerwowy – nie startował → wyniki
- 1971 – Rybnik – 7. miejsce – 8 pkt. → wyniki
- 1973 – Rybnik – 4. miejsce – 10 pkt. → wyniki
- 1974 – Gorzów Wielkopolski – 2. miejsce – 13+3 pkt. → wyniki
- 1975 – Częstochowa – 1. miejsce – 15 pkt. → wyniki
- 1976 – Gorzów Wielkopolski – 3. miejsce – 11 pkt. → wyniki
- 1980 – Leszno – 4. miejsce – 13+1 pkt → wyniki
- 1981 – Leszno – 3. miejsce – 12+3 pkt. → wyniki
- 1982 – Zielona Góra – 4. miejsce – 11 pkt → wyniki
- 1983 – Gdańsk – 1. miejsce – 13 pkt. → wyniki

Mistrzostwa Polski par klubowych
- 1974 – Bydgoszcz – 2. miejsce – 14 pkt. → wyniki
- 1976 – Gdańsk – 1. miejsce – 14 pkt. → wyniki
- 1978 – Chorzów – 1. miejsce – 16 pkt. → wyniki
- 1983 – Zielona Góra – 3. miejsce – 9 pkt. → wyniki
- 1984 – Toruń – 2. miejsce – 8 pkt. → wyniki

Złoty Kask
- 1969 – 8 rund – 1. miejsce – 79 pkt. → wyniki
- 1972 – 8 rund – 1. miejsce – 80 pkt. → wyniki
- 1973 – 8 rund – 2. miejsce – 67 pkt. → wyniki
- 1974 – 8 rund – 3. miejsce – 44 pkt. → wyniki
- 1975 – 8 rund – 1. miejsce – 73 pkt. → wyniki
- 1976 – 4 rundy – 2. miejsce – 49 pkt. → wyniki
- 1983 – Leszno – 4. miejsce – 10 pkt. → wyniki
- 1984 – Wrocław – 7. miejsce – 9 pkt. → wyniki

Srebrny Kask
- 1967 – 5 rund – 1. miejsce – 55 pkt. → wyniki

### Drużynowe Mistrzostwa Polski - Sezon Zasadniczy Najwyższej Klasy Rozgrywkowej[5]
Do uzupełnienia lata 1967–1980.
| Sezon | Klub              | Miejsce | Liga   | Średnia/bg | Średnia/mc  | Pkt      | Bonusy | Razem    | Komplety    | Biegi | Mecze |
| ----- | ----------------- | ------- | ------ | ---------- | ----------- | -------- | ------ | -------- | ----------- | ----- | ----- |
| 1965  | Stal Gorzów Wlkp. |         | 1 Liga | 0,500      | 1,000       | 1 (74)   | 0      | 1 (74)   | 0           | 2     | 1     |
| 1966  | Stal Gorzów Wlkp. |         | 1 Liga | 1,429 (31) | 3,286 (41)  | 23 (48)  | 7      | 30 (48)  | 0           | 21    | 7     |
| 1981  | Stal Gorzów Wlkp. |         | 1 Liga | 2,514 (2)  | 11,125 (8)  | 178 (8)  | 3      | 181 (11) | 4           | 72    | 16    |
| 1982  | Stal Gorzów Wlkp. |         | 1 Liga | 2,612 (2)  | 10,500 (15) | 126 (27) | 2      | 128 (32) | 2           | 49    | 12    |
| 1983  | Stal Gorzów Wlkp. |         | 1 Liga | 2,477 (7)  | 11,333 (12) | 204 (9)  | 14     | 218 (6)  | 4 - (3 pł.) | 88    | 18    |
| 1984  | Stal Gorzów Wlkp. |         | 1 Liga | 2,340 (10) | 11,300 (9)  | 113 (32) | 4      | 117 (34) | 1 - (1 pł.) | 50    | 10    |
| 1985  | Stal Gorzów Wlkp. | 8       | 1 Liga | 1,984 (20) | 6,882 (32)  | 117 (27) | 8      | 125 (30) | 0           | 63    | 17    |

W nawiasie miejsce w danej kategorii (śr/m oraz śr/b - przy założeniu, że zawodnik odjechał minimum 50% spotkań w danym sezonie)

## Inne ważniejsze turnieje
Memoriał Alfreda Smoczyka w Lesznie
- 1969 – 6. miejsce – 10 pkt. → wyniki
- 1971 – 6. miejsce – 7 pkt. → wyniki